# 8000
8000是介於7999與8001間的自然數。

## 性質
- 8000 = 113 + 123 + 133 + 143
- 1/8000 = 0.000125

## 8001至8999的整數
- 8001 - 三角形数
- 8039 - 安全素数
- 8100 = 902
- 8147 - 安全素数
- 8177 - 五角數
- 8192 = 213
- 8256 - 三角形数
- 8323 - 七角数
- 8464 = 922
- 8626 - 五角數
- 8833 = 882 + 332
- 8836 = 942

8000
- 合数，正因數有1、2、4、5、8、10、16、20、25、32、40、50、64、80、100、125、160、200、250、320、400、500、800、1000、1600、2000、4000和8000。
質因數分解，{\displaystyle 2^{6}\times 5^{3}}。
- 过剩数，真因數和為11812，盈度為3812
- 十进制的等數位數。

8001
- 合数，正因數有1、3、7、9、21、63、127、381、889、1143、2667和8001。
質因數分解，{\displaystyle 3^{2}\times 7\times 127}。
- 亏数，真因數和為5311，虧度為2690
- 不尋常數，大於平方根的質因數為127。
- 十进制的奢侈數。

8008
- 合数，正因數有1、2、4、7、8、11、13、14、22、26、28、44、52、56、77、88、91、104、143、154、182、286、308、364、572、616、728、1001、1144、2002、4004和8008。
質因數分解，{\displaystyle 2^{3}\times 7\times 11\times 13}。
- 过剩数，真因數和為12152，盈度為4144
- 十进制的奢侈數。

8014
- 合数，正因數有1、2、4007和8014。
質因數分解，{\displaystyle 2\times 4007}。
- 亏数，真因數和為4010，虧度為4004
- 不尋常數，大於平方根的質因數為4007。
- 半素数。
- 无平方数因数的数。
- 十进制的奢侈數。

8016
- 合数，正因數有1、2、3、4、6、8、12、16、24、48、167、334、501、668、1002、1336、2004、2672、4008和8016。
質因數分解，{\displaystyle 2^{4}\times 3\times 167}。
- 过剩数，真因數和為12816，盈度為4800
- 不尋常數，大於平方根的質因數為167。
- 十进制的奢侈數。

8017
- 質數。

8020
- 合数，正因數有1、2、4、5、10、20、401、802、1604、2005、4010和8020。
質因數分解，{\displaystyle 2^{2}\times 5\times 401}。
- 过剩数，真因數和為8864，盈度為844
- 不尋常數，大於平方根的質因數為401。
- 十进制的奢侈數。

8023
- 合数，正因數有1、71、113和8023。
質因數分解，{\displaystyle 71\times 113}。
- 亏数，真因數和為185，虧度為7838
- 不尋常數，大於平方根的質因數為113。
- 半素数。
- 无平方数因数的数。
- 十进制的奢侈數。

8024
- 合数，正因數有1、2、4、8、17、34、59、68、118、136、236、472、1003、2006、4012和8024。
質因數分解，{\displaystyle 2^{3}\times 17\times 59}。
- 过剩数，真因數和為8176，盈度為152
- 十进制的奢侈數。

8025
- 合数，正因數有1、3、5、15、25、75、107、321、535、1605、2675和8025。
質因數分解，{\displaystyle 3\times 5^{2}\times 107}。
- 亏数，真因數和為5367，虧度為2658
- 不尋常數，大於平方根的質因數為107。
- 十进制的奢侈數。

8027
- 合数，正因數有1、23、349和8027。
質因數分解，{\displaystyle 23\times 349}。
- 亏数，真因數和為373，虧度為7654
- 不尋常數，大於平方根的質因數為349。
- 半素数。
- 无平方数因数的数。
- 十进制的奢侈數。

8029
- 合数，正因數有1、7、31、37、217、259、1147和8029。
質因數分解，{\displaystyle 7\times 31\times 37}。
- 亏数，真因數和為1699，虧度為6330
- 无平方数因数的数。
  - 楔形数。
- 十进制的奢侈數。

8030
- 合数，正因數有1、2、5、10、11、22、55、73、110、146、365、730、803、1606、4015和8030。
質因數分解，{\displaystyle 2\times 5\times 11\times 73}。
- 亏数，真因數和為7954，虧度為76
- 无平方数因数的数。
- 十进制的奢侈數。

8031
- 合数，正因數有1、3、2677和8031。
質因數分解，{\displaystyle 3\times 2677}。
- 亏数，真因數和為2681，虧度為5350
- 不尋常數，大於平方根的質因數為2677。
- 半素数。
- 无平方数因数的数。
- 十进制的奢侈數。

8039
- 第1011個質數。

8047
- 合数，正因數有1、13、619和8047。
質因數分解，{\displaystyle 13\times 619}。
- 亏数，真因數和為633，虧度為7414
- 不尋常數，大於平方根的質因數為619。
- 半素数。
- 无平方数因数的数。
- 十进制的奢侈數。

8048
- 合数，正因數有1、2、4、8、16、503、1006、2012、4024和8048。
質因數分解，{\displaystyle 2^{4}\times 503}。
- 亏数，真因數和為7576，虧度為472
- 不尋常數，大於平方根的質因數為503。
- 十进制的奢侈數。

8056
- 合数，正因數有1、2、4、8、19、38、53、76、106、152、212、424、1007、2014、4028和8056。
質因數分解，{\displaystyle 2^{3}\times 19\times 53}。
- 过剩数，真因數和為8144，盈度為88
- 十进制的奢侈數。

8060
- 合数，正因數有1、2、4、5、10、13、20、26、31、52、62、65、124、130、155、260、310、403、620、806、1612、2015、4030和8060。
質因數分解，{\displaystyle 2^{2}\times 5\times 13\times 31}。
- 过剩数，真因數和為10756，盈度為2696
- 十进制的奢侈數。

8063
- 合数，正因數有1、11、733和8063。
質因數分解，{\displaystyle 11\times 733}。
- 亏数，真因數和為745，虧度為7318
- 不尋常數，大於平方根的質因數為733。
- 半素数。
- 无平方数因数的数。
- 十进制的奢侈數。

8069
- 質數。

8070
- 合数，正因數有1、2、3、5、6、10、15、30、269、538、807、1345、1614、2690、4035和8070。
質因數分解，{\displaystyle 2\times 3\times 5\times 269}。
- 过剩数，真因數和為11370，盈度為3300
- 不尋常數，大於平方根的質因數為269。
- 无平方数因数的数。
- 十进制的奢侈數。

8080
- 合数，正因數有1、2、4、5、8、10、16、20、40、80、101、202、404、505、808、1010、1616、2020、4040和8080。
質因數分解，{\displaystyle 2^{4}\times 5\times 101}。
- 过剩数，真因數和為10892，盈度為2812
- 不尋常數，大於平方根的質因數為101。
- 十进制的奢侈數。

8093
- 質數。

8095
- 合数，正因數有1、5、1619和8095。
質因數分解，{\displaystyle 5\times 1619}。
- 亏数，真因數和為1625，虧度為6470
- 不尋常數，大於平方根的質因數為1619。
- 半素数。
- 无平方数因数的数。
- 十进制的奢侈數。

8096
- 合数，正因數有1、2、4、8、11、16、22、23、32、44、46、88、92、176、184、253、352、368、506、736、1012、2024、4048和8096。
質因數分解，{\displaystyle 2^{5}\times 11\times 23}。
- 过剩数，真因數和為10048，盈度為1952
- 十进制的奢侈數。

8097
- 合数，正因數有1、3、2699和8097。
質因數分解，{\displaystyle 3\times 2699}。
- 亏数，真因數和為2703，虧度為5394
- 不尋常數，大於平方根的質因數為2699。
- 半素数。
- 无平方数因数的数。
- 十进制的奢侈數。

8099
- 合数，正因數有1、7、13、89、91、623、1157和8099。
質因數分解，{\displaystyle 7\times 13\times 89}。
- 亏数，真因數和為1981，虧度為6118
- 无平方数因数的数。
  - 楔形数。
- 十进制的奢侈數。

8100
- 合数，正因數有1、2、3、4、5、6、9、10、12、15、18、20、25、27、30、36、45、50、54、60、75、81、90、100、108、135、150、162、180、225、270、300、324、405、450、540、675、810、900、1350、1620、2025、2700、4050和8100。
質因數分解，{\displaystyle 2^{2}\times 3^{4}\times 5^{2}}。
- 过剩数，真因數和為18157，盈度為10057
- 平方数，為90的平方。
- 十进制的奢侈數。

8101
- 第1019個質數。

8107
- 合数，正因數有1、11、67、121、737和8107。
質因數分解，{\displaystyle 11^{2}\times 67}。
- 亏数，真因數和為937，虧度為7170
- 十进制的奢侈數。

8108
- 合数，正因數有1、2、4、2027、4054和8108。
質因數分解，{\displaystyle 2^{2}\times 2027}。
- 亏数，真因數和為6088，虧度為2020
- 不尋常數，大於平方根的質因數為2027。
- 十进制的奢侈數。

8109
- 合数，正因數有1、3、9、17、51、53、153、159、477、901、2703和8109。
質因數分解，{\displaystyle 3^{2}\times 17\times 53}。
- 亏数，真因數和為4527，虧度為3582
- 十进制的奢侈數。

8112
- 合数，正因數有1、2、3、4、6、8、12、13、16、24、26、39、48、52、78、104、156、169、208、312、338、507、624、676、1014、1352、2028、2704、4056和8112。
質因數分解，{\displaystyle 2^{4}\times 3\times 13^{2}}。
- 过剩数，真因數和為14580，盈度為6468
- 十进制的奢侈數。

8113
- 合数，正因數有1、7、19、61、133、427、1159和8113。
質因數分解，{\displaystyle 7\times 19\times 61}。
- 亏数，真因數和為1807，虧度為6306
- 无平方数因数的数。
  - 楔形数。
- 十进制的奢侈數。

8116
- 合数，正因數有1、2、4、2029、4058和8116。
質因數分解，{\displaystyle 2^{2}\times 2029}。
- 亏数，真因數和為6094，虧度為2022
- 不尋常數，大於平方根的質因數為2029。
- 十进制的奢侈數。

8117
- 質數。

8119
- 合数，正因數有1、23、353和8119。
質因數分解，{\displaystyle 23\times 353}。
- 亏数，真因數和為377，虧度為7742
- 不尋常數，大於平方根的質因數為353。
- 半素数。
- 无平方数因数的数。
- 十进制的奢侈數。

8120
- 合数，正因數有1、2、4、5、7、8、10、14、20、28、29、35、40、56、58、70、116、140、145、203、232、280、290、406、580、812、1015、1160、1624、2030、4060和8120。
質因數分解，{\displaystyle 2^{3}\times 5\times 7\times 29}。
- 过剩数，真因數和為13480，盈度為5360
- 十进制的奢侈數。

8122
- 合数，正因數有1、2、31、62、131、262、4061和8122。
質因數分解，{\displaystyle 2\times 31\times 131}。
- 亏数，真因數和為4550，虧度為3572
- 不尋常數，大於平方根的質因數為131。
- 无平方数因数的数。
  - 楔形数。
- 十进制的奢侈數。

8125
- 合数，正因數有1、5、13、25、65、125、325、625、1625和8125。
質因數分解，{\displaystyle 5^{4}\times 13}。
- 亏数，真因數和為2809，虧度為5316
- 十进制的等數位數。

8127
- 合数，正因數有1、3、7、9、21、27、43、63、129、189、301、387、903、1161、2709和8127。
質因數分解，{\displaystyle 3^{3}\times 7\times 43}。
- 亏数，真因數和為5953，虧度為2174
- 十进制的奢侈數。

8128
- 合数，正因數有1、2、4、8、16、32、64、127、254、508、1016、2032、4064和8128。
質因數分解，{\displaystyle 2^{6}\times 127}。
- 完全数。
- 歐爾調和數，因數调和平均数為7。
- 不尋常數，大於平方根的質因數為127。
- 十进制的奢侈數。

8129
- 合数，正因數有1、11、739和8129。
質因數分解，{\displaystyle 11\times 739}。
- 亏数，真因數和為751，虧度為7378
- 不尋常數，大於平方根的質因數為739。
- 半素数。
- 无平方数因数的数。
- 十进制的奢侈數。

8135
- 合数，正因數有1、5、1627和8135。
質因數分解，{\displaystyle 5\times 1627}。
- 亏数，真因數和為1633，虧度為6502
- 不尋常數，大於平方根的質因數為1627。
- 半素数。
- 无平方数因数的数。
- 十进制的奢侈數。

8136
- 合数，正因數有1、2、3、4、6、8、9、12、18、24、36、72、113、226、339、452、678、904、1017、1356、2034、2712、4068和8136。
質因數分解，{\displaystyle 2^{3}\times 3^{2}\times 113}。
- 过剩数，真因數和為14094，盈度為5958
- 不尋常數，大於平方根的質因數為113。
- 十进制的奢侈數。

8138
- 合数，正因數有1、2、13、26、313、626、4069和8138。
質因數分解，{\displaystyle 2\times 13\times 313}。
- 亏数，真因數和為5050，虧度為3088
- 不尋常數，大於平方根的質因數為313。
- 无平方数因数的数。
  - 楔形数。
- 十进制的奢侈數。

8141
- 合数，正因數有1、7、1163和8141。
質因數分解，{\displaystyle 7\times 1163}。
- 亏数，真因數和為1171，虧度為6970
- 不尋常數，大於平方根的質因數為1163。
- 半素数。
- 无平方数因数的数。
- 十进制的奢侈數。

8142
- 合数，正因數有1、2、3、6、23、46、59、69、118、138、177、354、1357、2714、4071和8142。
質因數分解，{\displaystyle 2\times 3\times 23\times 59}。
- 过剩数，真因數和為9138，盈度為996
- 无平方数因数的数。
- 十进制的奢侈數。

8145
- 合数，正因數有1、3、5、9、15、45、181、543、905、1629、2715和8145。
質因數分解，{\displaystyle 3^{2}\times 5\times 181}。
- 亏数，真因數和為6051，虧度為2094
- 不尋常數，大於平方根的質因數為181。
- 十进制的奢侈數。

8147
- 質數。

8162
- 合数，正因數有1、2、7、11、14、22、53、77、106、154、371、583、742、1166、4081和8162。
質因數分解，{\displaystyle 2\times 7\times 11\times 53}。
- 亏数，真因數和為7390，虧度為772
- 无平方数因数的数。
- 十进制的奢侈數。

8166
- 合数，正因數有1、2、3、6、1361、2722、4083和8166。
質因數分解，{\displaystyle 2\times 3\times 1361}。
- 过剩数，真因數和為8178，盈度為12
- 不尋常數，大於平方根的質因數為1361。
- 佩服數，佩服因數為6。
- 无平方数因数的数。
  - 楔形数。
- 十进制的奢侈數。

8167
- 質數。

8169
- 合数，正因數有1、3、7、21、389、1167、2723和8169。
質因數分解，{\displaystyle 3\times 7\times 389}。
- 亏数，真因數和為4311，虧度為3858
- 不尋常數，大於平方根的質因數為389。
- 无平方数因数的数。
  - 楔形数。
- 十进制的奢侈數。

8171
- 第1026個質數。

8172
- 合数，正因數有1、2、3、4、6、9、12、18、36、227、454、681、908、1362、2043、2724、4086和8172。
質因數分解，{\displaystyle 2^{2}\times 3^{2}\times 227}。
- 过剩数，真因數和為12576，盈度為4404
- 不尋常數，大於平方根的質因數為227。
- 十进制的奢侈數。

8175
- 合数，正因數有1、3、5、15、25、75、109、327、545、1635、2725和8175。
質因數分解，{\displaystyle 3\times 5^{2}\times 109}。
- 亏数，真因數和為5465，虧度為2710
- 不尋常數，大於平方根的質因數為109。
- 十进制的奢侈數。

8176
- 合数，正因數有1、2、4、7、8、14、16、28、56、73、112、146、292、511、584、1022、1168、2044、4088和8176。
質因數分解，{\displaystyle 2^{4}\times 7\times 73}。
- 过剩数，真因數和為10176，盈度為2000
- 十进制的奢侈數。

8177
- 合数，正因數有1、13、17、37、221、481、629和8177。
質因數分解，{\displaystyle 13\times 17\times 37}。
- 亏数，真因數和為1399，虧度為6778
- 无平方数因数的数。
  - 楔形数。
- 十进制的奢侈數。

8179
- 第1027個質數。

8187
- 合数，正因數有1、3、2729和8187。
質因數分解，{\displaystyle 3\times 2729}。
- 亏数，真因數和為2733，虧度為5454
- 不尋常數，大於平方根的質因數為2729。
- 半素数。
- 无平方数因数的数。
- 十进制的奢侈數。

8188
- 合数，正因數有1、2、4、23、46、89、92、178、356、2047、4094和8188。
質因數分解，{\displaystyle 2^{2}\times 23\times 89}。
- 亏数，真因數和為6932，虧度為1256
- 十进制的奢侈數。

8192
- 合数，正因數有1、2、4、8、16、32、64、128、256、512、1024、2048、4096和8192。
質因數分解，{\displaystyle 2^{13}}。
- 亏数，真因數和為8191，虧度為1
- 十进制的節儉數。

8197
- 合数，正因數有1、7、1171和8197。
質因數分解，{\displaystyle 7\times 1171}。
- 亏数，真因數和為1179，虧度為7018
- 不尋常數，大於平方根的質因數為1171。
- 半素数。
- 无平方数因数的数。
- 十进制的奢侈數。

8199
- 合数，正因數有1、3、9、911、2733和8199。
質因數分解，{\displaystyle 3^{2}\times 911}。
- 亏数，真因數和為3657，虧度為4542
- 不尋常數，大於平方根的質因數為911。
- 十进制的奢侈數。

8200
- 合数，正因數有1、2、4、5、8、10、20、25、40、41、50、82、100、164、200、205、328、410、820、1025、1640、2050、4100和8200。
質因數分解，{\displaystyle 2^{3}\times 5^{2}\times 41}。
- 过剩数，真因數和為11330，盈度為3130
- 十进制的奢侈數。

8203
- 合数，正因數有1、13、631和8203。
質因數分解，{\displaystyle 13\times 631}。
- 亏数，真因數和為645，虧度為7558
- 不尋常數，大於平方根的質因數為631。
- 半素数。
- 无平方数因数的数。
- 十进制的奢侈數。

8205
- 合数，正因數有1、3、5、15、547、1641、2735和8205。
質因數分解，{\displaystyle 3\times 5\times 547}。
- 亏数，真因數和為4947，虧度為3258
- 不尋常數，大於平方根的質因數為547。
- 无平方数因数的数。
  - 楔形数。
- 十进制的奢侈數。

8207
- 合数，正因數有1、29、283和8207。
質因數分解，{\displaystyle 29\times 283}。
- 亏数，真因數和為313，虧度為7894
- 不尋常數，大於平方根的質因數為283。
- 半素数。
- 无平方数因数的数。
- 十进制的奢侈數。

8208
- 合数，正因數有1、2、3、4、6、8、9、12、16、18、19、24、27、36、38、48、54、57、72、76、108、114、144、152、171、216、228、304、342、432、456、513、684、912、1026、1368、2052、2736、4104和8208。
質因數分解，{\displaystyle 2^{4}\times 3^{3}\times 19}。
- 过剩数，真因數和為16592，盈度為8384
- 十进制的奢侈數。

8209
- 質數。

8211
- 合数，正因數有1、3、7、17、21、23、51、69、119、161、357、391、483、1173、2737和8211。
質因數分解，{\displaystyle 3\times 7\times 17\times 23}。
- 亏数，真因數和為5613，虧度為2598
- 无平方数因数的数。
- 十进制的奢侈數。

8223
- 合数，正因數有1、3、2741和8223。
質因數分解，{\displaystyle 3\times 2741}。
- 亏数，真因數和為2745，虧度為5478
- 不尋常數，大於平方根的質因數為2741。
- 半素数。
- 无平方数因数的数。
- 十进制的奢侈數。

8225
- 合数，正因數有1、5、7、25、35、47、175、235、329、1175、1645和8225。
質因數分解，{\displaystyle 5^{2}\times 7\times 47}。
- 亏数，真因數和為3679，虧度為4546
- 十进制的奢侈數。

8230
- 合数，正因數有1、2、5、10、823、1646、4115和8230。
質因數分解，{\displaystyle 2\times 5\times 823}。
- 亏数，真因數和為6602，虧度為1628
- 不尋常數，大於平方根的質因數為823。
- 无平方数因数的数。
  - 楔形数。
- 十进制的奢侈數。

8232
- 合数，正因數有1、2、3、4、6、7、8、12、14、21、24、28、42、49、56、84、98、147、168、196、294、343、392、588、686、1029、1176、1372、2058、2744、4116和8232。
質因數分解，{\displaystyle 2^{3}\times 3\times 7^{3}}。
- 过剩数，真因數和為15768，盈度為7536
- 十进制的奢侈數。

8249
- 合数，正因數有1、73、113和8249。
質因數分解，{\displaystyle 73\times 113}。
- 亏数，真因數和為187，虧度為8062
- 不尋常數，大於平方根的質因數為113。
- 半素数。
- 无平方数因数的数。
- 十进制的奢侈數。

8254
- 合数，正因數有1、2、4127和8254。
質因數分解，{\displaystyle 2\times 4127}。
- 亏数，真因數和為4130，虧度為4124
- 不尋常數，大於平方根的質因數為4127。
- 半素数。
- 无平方数因数的数。
- 十进制的奢侈數。

8255
- 合数，正因數有1、5、13、65、127、635、1651和8255。
質因數分解，{\displaystyle 5\times 13\times 127}。
- 亏数，真因數和為2497，虧度為5758
- 不尋常數，大於平方根的質因數為127。
- 无平方数因数的数。
  - 楔形数。
- 十进制的奢侈數。

8256
- 合数，正因數有1、2、3、4、6、8、12、16、24、32、43、48、64、86、96、129、172、192、258、344、516、688、1032、1376、2064、2752、4128和8256。
質因數分解，{\displaystyle 2^{6}\times 3\times 43}。
- 过剩数，真因數和為14096，盈度為5840
- 十进制的奢侈數。

8262
- 合数，正因數有1、2、3、6、9、17、18、27、34、51、54、81、102、153、162、243、306、459、486、918、1377、2754、4131和8262。
質因數分解，{\displaystyle 2\times 3^{5}\times 17}。
- 过剩数，真因數和為11394，盈度為3132
- 十进制的奢侈數。

8267
- 合数，正因數有1、7、1181和8267。
質因數分解，{\displaystyle 7\times 1181}。
- 亏数，真因數和為1189，虧度為7078
- 不尋常數，大於平方根的質因數為1181。
- 半素数。
- 无平方数因数的数。
- 十进制的奢侈數。

8269
- 質數。

8272
- 合数，正因數有1、2、4、8、11、16、22、44、47、88、94、176、188、376、517、752、1034、2068、4136和8272。
質因數分解，{\displaystyle 2^{4}\times 11\times 47}。
- 过剩数，真因數和為9584，盈度為1312
- 十进制的奢侈數。

8273
- 第1038個質數。

8276
- 合数，正因數有1、2、4、2069、4138和8276。
質因數分解，{\displaystyle 2^{2}\times 2069}。
- 亏数，真因數和為6214，虧度為2062
- 不尋常數，大於平方根的質因數為2069。
- 十进制的奢侈數。

8278
- 合数，正因數有1、2、4139和8278。
質因數分解，{\displaystyle 2\times 4139}。
- 亏数，真因數和為4142，虧度為4136
- 不尋常數，大於平方根的質因數為4139。
- 半素数。
- 无平方数因数的数。
- 十进制的奢侈數。

8287
- 第1039個質數。

8294
- 合数，正因數有1、2、11、13、22、26、29、58、143、286、319、377、638、754、4147和8294。
質因數分解，{\displaystyle 2\times 11\times 13\times 29}。
- 亏数，真因數和為6826，虧度為1468
- 无平方数因数的数。
- 十进制的奢侈數。

8295
- 合数，正因數有1、3、5、7、15、21、35、79、105、237、395、553、1185、1659、2765和8295。
質因數分解，{\displaystyle 3\times 5\times 7\times 79}。
- 亏数，真因數和為7065，虧度為1230
- 无平方数因数的数。
- 十进制的奢侈數。

8296
- 合数，正因數有1、2、4、8、17、34、61、68、122、136、244、488、1037、2074、4148和8296。
質因數分解，{\displaystyle 2^{3}\times 17\times 61}。
- 过剩数，真因數和為8444，盈度為148
- 十进制的奢侈數。

8299
- 合数，正因數有1、43、193和8299。
質因數分解，{\displaystyle 43\times 193}。
- 亏数，真因數和為237，虧度為8062
- 不尋常數，大於平方根的質因數為193。
- 半素数。
- 无平方数因数的数。
- 十进制的奢侈數。

8300
- 合数，正因數有1、2、4、5、10、20、25、50、83、100、166、332、415、830、1660、2075、4150和8300。
質因數分解，{\displaystyle 2^{2}\times 5^{2}\times 83}。
- 过剩数，真因數和為9928，盈度為1628
- 十进制的奢侈數。

8301
- 合数，正因數有1、3、2767和8301。
質因數分解，{\displaystyle 3\times 2767}。
- 亏数，真因數和為2771，虧度為5530
- 不尋常數，大於平方根的質因數為2767。
- 半素数。
- 无平方数因数的数。
- 十进制的奢侈數。

8304
- 合数，正因數有1、2、3、4、6、8、12、16、24、48、173、346、519、692、1038、1384、2076、2768、4152和8304。
質因數分解，{\displaystyle 2^{4}\times 3\times 173}。
- 过剩数，真因數和為13272，盈度為4968
- 不尋常數，大於平方根的質因數為173。
- 十进制的奢侈數。

8306
- 合数，正因數有1、2、4153和8306。
質因數分解，{\displaystyle 2\times 4153}。
- 亏数，真因數和為4156，虧度為4150
- 不尋常數，大於平方根的質因數為4153。
- 半素数。
- 无平方数因数的数。
- 十进制的奢侈數。

8309
- 合数，正因數有1、7、1187和8309。
質因數分解，{\displaystyle 7\times 1187}。
- 亏数，真因數和為1195，虧度為7114
- 不尋常數，大於平方根的質因數為1187。
- 半素数。
- 无平方数因数的数。
- 十进制的奢侈數。

8310
- 合数，正因數有1、2、3、5、6、10、15、30、277、554、831、1385、1662、2770、4155和8310。
質因數分解，{\displaystyle 2\times 3\times 5\times 277}。
- 过剩数，真因數和為11706，盈度為3396
- 不尋常數，大於平方根的質因數為277。
- 无平方数因数的数。
- 十进制的奢侈數。

8311
- 質數。

8321
- 合数，正因數有1、53、157和8321。
質因數分解，{\displaystyle 53\times 157}。
- 亏数，真因數和為211，虧度為8110
- 不尋常數，大於平方根的質因數為157。
- 半素数。
- 无平方数因数的数。
- 十进制的奢侈數。

8322
- 合数，正因數有1、2、3、6、19、38、57、73、114、146、219、438、1387、2774、4161和8322。
質因數分解，{\displaystyle 2\times 3\times 19\times 73}。
- 过剩数，真因數和為9438，盈度為1116
- 无平方数因数的数。
- 十进制的奢侈數。

8323
- 合数，正因數有1、7、29、41、203、287、1189和8323。
質因數分解，{\displaystyle 7\times 29\times 41}。
- 亏数，真因數和為1757，虧度為6566
- 无平方数因数的数。
  - 楔形数。
- 十进制的奢侈數。

8326
- 合数，正因數有1、2、23、46、181、362、4163和8326。
質因數分解，{\displaystyle 2\times 23\times 181}。
- 亏数，真因數和為4778，虧度為3548
- 不尋常數，大於平方根的質因數為181。
- 无平方数因数的数。
  - 楔形数。
- 十进制的奢侈數。

8328
- 合数，正因數有1、2、3、4、6、8、12、24、347、694、1041、1388、2082、2776、4164和8328。
質因數分解，{\displaystyle 2^{3}\times 3\times 347}。
- 过剩数，真因數和為12552，盈度為4224
- 不尋常數，大於平方根的質因數為347。
- 十进制的奢侈數。

8331
- 合数，正因數有1、3、2777和8331。
質因數分解，{\displaystyle 3\times 2777}。
- 亏数，真因數和為2781，虧度為5550
- 不尋常數，大於平方根的質因數為2777。
- 半素数。
- 无平方数因数的数。
- 十进制的奢侈數。

8338
- 合数，正因數有1、2、11、22、379、758、4169和8338。
質因數分解，{\displaystyle 2\times 11\times 379}。
- 亏数，真因數和為5342，虧度為2996
- 不尋常數，大於平方根的質因數為379。
- 无平方数因数的数。
  - 楔形数。
- 十进制的奢侈數。

8339
- 合数，正因數有1、31、269和8339。
質因數分解，{\displaystyle 31\times 269}。
- 亏数，真因數和為301，虧度為8038
- 不尋常數，大於平方根的質因數為269。
- 半素数。
- 无平方数因数的数。
- 十进制的奢侈數。

8346
- 合数，正因數有1、2、3、6、13、26、39、78、107、214、321、642、1391、2782、4173和8346。
質因數分解，{\displaystyle 2\times 3\times 13\times 107}。
- 过剩数，真因數和為9798，盈度為1452
- 不尋常數，大於平方根的質因數為107。
- 无平方数因数的数。
- 十进制的奢侈數。

8351
- 合数，正因數有1、7、1193和8351。
質因數分解，{\displaystyle 7\times 1193}。
- 亏数，真因數和為1201，虧度為7150
- 不尋常數，大於平方根的質因數為1193。
- 半素数。
- 无平方数因数的数。
- 十进制的奢侈數。

8352
- 合数，正因數有1、2、3、4、6、8、9、12、16、18、24、29、32、36、48、58、72、87、96、116、144、174、232、261、288、348、464、522、696、928、1044、1392、2088、2784、4176和8352。
質因數分解，{\displaystyle 2^{5}\times 3^{2}\times 29}。
- 过剩数，真因數和為16218，盈度為7866
- 十进制的奢侈數。

8357
- 合数，正因數有1、61、137和8357。
質因數分解，{\displaystyle 61\times 137}。
- 亏数，真因數和為199，虧度為8158
- 不尋常數，大於平方根的質因數為137。
- 半素数。
- 无平方数因数的数。
- 十进制的奢侈數。

8364
- 合数，正因數有1、2、3、4、6、12、17、34、41、51、68、82、102、123、164、204、246、492、697、1394、2091、2788、4182和8364。
質因數分解，{\displaystyle 2^{2}\times 3\times 17\times 41}。
- 过剩数，真因數和為12804，盈度為4440
- 十进制的奢侈數。

8368
- 合数，正因數有1、2、4、8、16、523、1046、2092、4184和8368。
質因數分解，{\displaystyle 2^{4}\times 523}。
- 亏数，真因數和為7876，虧度為492
- 不尋常數，大於平方根的質因數為523。
- 十进制的奢侈數。

8375
- 合数，正因數有1、5、25、67、125、335、1675和8375。
質因數分解，{\displaystyle 5^{3}\times 67}。
- 亏数，真因數和為2233，虧度為6142
- 十进制的等數位數。

8378
- 合数，正因數有1、2、59、71、118、142、4189和8378。
質因數分解，{\displaystyle 2\times 59\times 71}。
- 亏数，真因數和為4582，虧度為3796
- 无平方数因数的数。
  - 楔形数。
- 十进制的奢侈數。

8379
- 合数，正因數有1、3、7、9、19、21、49、57、63、133、147、171、399、441、931、1197、2793和8379。
質因數分解，{\displaystyle 3^{2}\times 7^{2}\times 19}。
- 亏数，真因數和為6441，虧度為1938
- 十进制的奢侈數。

8393
- 合数，正因數有1、7、11、77、109、763、1199和8393。
質因數分解，{\displaystyle 7\times 11\times 109}。
- 亏数，真因數和為2167，虧度為6226
- 不尋常數，大於平方根的質因數為109。
- 无平方数因数的数。
  - 楔形数。
- 十进制的奢侈數。

8396
- 合数，正因數有1、2、4、2099、4198和8396。
質因數分解，{\displaystyle 2^{2}\times 2099}。
- 亏数，真因數和為6304，虧度為2092
- 不尋常數，大於平方根的質因數為2099。
- 十进制的奢侈數。

8397
- 合数，正因數有1、3、9、27、311、933、2799和8397。
質因數分解，{\displaystyle 3^{3}\times 311}。
- 亏数，真因數和為4083，虧度為4314
- 不尋常數，大於平方根的質因數為311。
- 十进制的奢侈數。

8399
- 合数，正因數有1、37、227和8399。
質因數分解，{\displaystyle 37\times 227}。
- 亏数，真因數和為265，虧度為8134
- 不尋常數，大於平方根的質因數為227。
- 半素数。
- 无平方数因数的数。
- 十进制的奢侈數。

8400
- 合数，正因數有1、2、3、4、5、6、7、8、10、12、14、15、16、20、21、24、25、28、30、35、40、42、48、50、56、60、70、75、80、84、100、105、112、120、140、150、168、175、200、210、240、280、300、336、350、400、420、525、560、600、700、840、1050、1200、1400、1680、2100、2800、4200和8400。
質因數分解，{\displaystyle 2^{4}\times 3\times 5^{2}\times 7}。
- 过剩数，真因數和為22352，盈度為13952
- 十进制的奢侈數。

8401
- 合数，正因數有1、31、271和8401。
質因數分解，{\displaystyle 31\times 271}。
- 亏数，真因數和為303，虧度為8098
- 不尋常數，大於平方根的質因數為271。
- 半素数。
- 无平方数因数的数。
- 十进制的奢侈數。

8415
- 合数，正因數有1、3、5、9、11、15、17、33、45、51、55、85、99、153、165、187、255、495、561、765、935、1683、2805和8415。
質因數分解，{\displaystyle 3^{2}\times 5\times 11\times 17}。
- 过剩数，真因數和為8433，盈度為18
- 佩服數，佩服因數為9。
- 十进制的奢侈數。

8417
- 合数，正因數有1、19、443和8417。
質因數分解，{\displaystyle 19\times 443}。
- 亏数，真因數和為463，虧度為7954
- 不尋常數，大於平方根的質因數為443。
- 半素数。
- 无平方数因数的数。
- 十进制的奢侈數。

8425
- 合数，正因數有1、5、25、337、1685和8425。
質因數分解，{\displaystyle 5^{2}\times 337}。
- 亏数，真因數和為2053，虧度為6372
- 不尋常數，大於平方根的質因數為337。
- 十进制的奢侈數。

8427
- 合数，正因數有1、3、53、159、2809和8427。
質因數分解，{\displaystyle 3\times 53^{2}}。
- 亏数，真因數和為3025，虧度為5402
- 十进制的等數位數。

8437
- 合数，正因數有1、11、13、59、143、649、767和8437。
質因數分解，{\displaystyle 11\times 13\times 59}。
- 亏数，真因數和為1643，虧度為6794
- 无平方数因数的数。
  - 楔形数。
- 十进制的奢侈數。

8447
- 質數。

8450
- 合数，正因數有1、2、5、10、13、25、26、50、65、130、169、325、338、650、845、1690、4225和8450。
質因數分解，{\displaystyle 2\times 5^{2}\times 13^{2}}。
- 过剩数，真因數和為8569，盈度為119
- 十进制的奢侈數。

8456
- 合数，正因數有1、2、4、7、8、14、28、56、151、302、604、1057、1208、2114、4228和8456。
質因數分解，{\displaystyle 2^{3}\times 7\times 151}。
- 过剩数，真因數和為9784，盈度為1328
- 不尋常數，大於平方根的質因數為151。
- 十进制的奢侈數。

8458
- 合数，正因數有1、2、4229和8458。
質因數分解，{\displaystyle 2\times 4229}。
- 亏数，真因數和為4232，虧度為4226
- 不尋常數，大於平方根的質因數為4229。
- 半素数。
- 无平方数因数的数。
- 十进制的奢侈數。

8459
- 合数，正因數有1、11、769和8459。
質因數分解，{\displaystyle 11\times 769}。
- 亏数，真因數和為781，虧度為7678
- 不尋常數，大於平方根的質因數為769。
- 半素数。
- 无平方数因数的数。
- 十进制的奢侈數。

8464
- 合数，正因數有1、2、4、8、16、23、46、92、184、368、529、1058、2116、4232和8464。
質因數分解，{\displaystyle 2^{4}\times 23^{2}}。
- 过剩数，真因數和為8679，盈度為215
- 平方数，為92的平方。
- 十进制的奢侈數。

8465
- 合数，正因數有1、5、1693和8465。
質因數分解，{\displaystyle 5\times 1693}。
- 亏数，真因數和為1699，虧度為6766
- 不尋常數，大於平方根的質因數為1693。
- 半素数。
- 无平方数因数的数。
- 十进制的奢侈數。

8467
- 質數。

8470
- 合数，正因數有1、2、5、7、10、11、14、22、35、55、70、77、110、121、154、242、385、605、770、847、1210、1694、4235和8470。
質因數分解，{\displaystyle 2\times 5\times 7\times 11^{2}}。
- 过剩数，真因數和為10682，盈度為2212
- 十进制的奢侈數。

8480
- 合数，正因數有1、2、4、5、8、10、16、20、32、40、53、80、106、160、212、265、424、530、848、1060、1696、2120、4240和8480。
質因數分解，{\displaystyle 2^{5}\times 5\times 53}。
- 过剩数，真因數和為11932，盈度為3452
- 十进制的奢侈數。

8481
- 合数，正因數有1、3、11、33、257、771、2827和8481。
質因數分解，{\displaystyle 3\times 11\times 257}。
- 亏数，真因數和為3903，虧度為4578
- 不尋常數，大於平方根的質因數為257。
- 无平方数因数的数。
  - 楔形数。
- 十进制的奢侈數。

8484
- 合数，正因數有1、2、3、4、6、7、12、14、21、28、42、84、101、202、303、404、606、707、1212、1414、2121、2828、4242和8484。
質因數分解，{\displaystyle 2^{2}\times 3\times 7\times 101}。
- 过剩数，真因數和為14364，盈度為5880
- 不尋常數，大於平方根的質因數為101。
- 十进制的奢侈數。

8485
- 合数，正因數有1、5、1697和8485。
質因數分解，{\displaystyle 5\times 1697}。
- 亏数，真因數和為1703，虧度為6782
- 不尋常數，大於平方根的質因數為1697。
- 半素数。
- 无平方数因数的数。
- 十进制的奢侈數。

8491
- 合数，正因數有1、7、1213和8491。
質因數分解，{\displaystyle 7\times 1213}。
- 亏数，真因數和為1221，虧度為7270
- 不尋常數，大於平方根的質因數為1213。
- 半素数。
- 无平方数因数的数。
- 十进制的奢侈數。

8492
- 合数，正因數有1、2、4、11、22、44、193、386、772、2123、4246和8492。
質因數分解，{\displaystyle 2^{2}\times 11\times 193}。
- 亏数，真因數和為7804，虧度為688
- 不尋常數，大於平方根的質因數為193。
- 十进制的奢侈數。

8500
- 合数，正因數有1、2、4、5、10、17、20、25、34、50、68、85、100、125、170、250、340、425、500、850、1700、2125、4250和8500。
質因數分解，{\displaystyle 2^{2}\times 5^{3}\times 17}。
- 过剩数，真因數和為11156，盈度為2656
- 十进制的奢侈數。

8501
- 第1060個質數。

8502
- 合数，正因數有1、2、3、6、13、26、39、78、109、218、327、654、1417、2834、4251和8502。
質因數分解，{\displaystyle 2\times 3\times 13\times 109}。
- 过剩数，真因數和為9978，盈度為1476
- 不尋常數，大於平方根的質因數為109。
- 无平方数因数的数。
- 十进制的奢侈數。

8510
- 合数，正因數有1、2、5、10、23、37、46、74、115、185、230、370、851、1702、4255和8510。
質因數分解，{\displaystyle 2\times 5\times 23\times 37}。
- 亏数，真因數和為7906，虧度為604
- 无平方数因数的数。
- 十进制的奢侈數。

8513
- 第1061個質數。

8517
- 合数，正因數有1、3、17、51、167、501、2839和8517。
質因數分解，{\displaystyle 3\times 17\times 167}。
- 亏数，真因數和為3579，虧度為4938
- 不尋常數，大於平方根的質因數為167。
- 无平方数因数的数。
  - 楔形数。
- 十进制的奢侈數。

8519
- 合数，正因數有1、7、1217和8519。
質因數分解，{\displaystyle 7\times 1217}。
- 亏数，真因數和為1225，虧度為7294
- 不尋常數，大於平方根的質因數為1217。
- 半素数。
- 无平方数因数的数。
- 十进制的奢侈數。

8520
- 合数，正因數有1、2、3、4、5、6、8、10、12、15、20、24、30、40、60、71、120、142、213、284、355、426、568、710、852、1065、1420、1704、2130、2840、4260和8520。
質因數分解，{\displaystyle 2^{3}\times 3\times 5\times 71}。
- 过剩数，真因數和為17400，盈度為8880
- 十进制的奢侈數。

8522
- 合数，正因數有1、2、4261和8522。
質因數分解，{\displaystyle 2\times 4261}。
- 亏数，真因數和為4264，虧度為4258
- 不尋常數，大於平方根的質因數為4261。
- 半素数。
- 无平方数因数的数。
- 十进制的奢侈數。

8523
- 合数，正因數有1、3、9、947、2841和8523。
質因數分解，{\displaystyle 3^{2}\times 947}。
- 亏数，真因數和為3801，虧度為4722
- 不尋常數，大於平方根的質因數為947。
- 十进制的奢侈數。

8524
- 合数，正因數有1、2、4、2131、4262和8524。
質因數分解，{\displaystyle 2^{2}\times 2131}。
- 亏数，真因數和為6400，虧度為2124
- 不尋常數，大於平方根的質因數為2131。
- 十进制的奢侈數。

8525
- 合数，正因數有1、5、11、25、31、55、155、275、341、775、1705和8525。
質因數分解，{\displaystyle 5^{2}\times 11\times 31}。
- 亏数，真因數和為3379，虧度為5146
- 十进制的奢侈數。

8530
- 合数，正因數有1、2、5、10、853、1706、4265和8530。
質因數分解，{\displaystyle 2\times 5\times 853}。
- 亏数，真因數和為6842，虧度為1688
- 不尋常數，大於平方根的質因數為853。
- 无平方数因数的数。
  - 楔形数。
- 十进制的奢侈數。

8533
- 合数，正因數有1、7、23、53、161、371、1219和8533。
質因數分解，{\displaystyle 7\times 23\times 53}。
- 亏数，真因數和為1835，虧度為6698
- 无平方数因数的数。
  - 楔形数。
- 十进制的奢侈數。

8537
- 質數。
  - 孪生素数，為（8537、 8539）

8538
- 合数，正因數有1、2、3、6、1423、2846、4269和8538。
質因數分解，{\displaystyle 2\times 3\times 1423}。
- 过剩数，真因數和為8550，盈度為12
- 不尋常數，大於平方根的質因數為1423。
- 佩服數，佩服因數為6。
- 无平方数因数的数。
  - 楔形数。
- 十进制的奢侈數。

8539
- 第1065個質數。
  - 孪生素数，為（8537、 8539）

8543
- 第1066個質數。

8549
- 合数，正因數有1、83、103和8549。
質因數分解，{\displaystyle 83\times 103}。
- 亏数，真因數和為187，虧度為8362
- 不尋常數，大於平方根的質因數為103。
- 半素数。
- 无平方数因数的数。
- 十进制的奢侈數。

8550
- 合数，正因數有1、2、3、5、6、9、10、15、18、19、25、30、38、45、50、57、75、90、95、114、150、171、190、225、285、342、450、475、570、855、950、1425、1710、2850、4275和8550。
質因數分解，{\displaystyle 2\times 3^{2}\times 5^{2}\times 19}。
- 过剩数，真因數和為15630，盈度為7080
- 十进制的奢侈數。

8552
- 合数，正因數有1、2、4、8、1069、2138、4276和8552。
質因數分解，{\displaystyle 2^{3}\times 1069}。
- 亏数，真因數和為7498，虧度為1054
- 不尋常數，大於平方根的質因數為1069。
- 十进制的奢侈數。

8556
- 合数，正因數有1、2、3、4、6、12、23、31、46、62、69、92、93、124、138、186、276、372、713、1426、2139、2852、4278和8556。
質因數分解，{\displaystyle 2^{2}\times 3\times 23\times 31}。
- 过剩数，真因數和為12948，盈度為4392
- 普洛尼克数，為92與93的乘積。
- 十进制的奢侈數。

8567
- 合数，正因數有1、13、659和8567。
質因數分解，{\displaystyle 13\times 659}。
- 亏数，真因數和為673，虧度為7894
- 不尋常數，大於平方根的質因數為659。
- 半素数。
- 无平方数因数的数。
- 十进制的奢侈數。

8568
- 合数，正因數有1、2、3、4、6、7、8、9、12、14、17、18、21、24、28、34、36、42、51、56、63、68、72、84、102、119、126、136、153、168、204、238、252、306、357、408、476、504、612、714、952、1071、1224、1428、2142、2856、4284和8568。
質因數分解，{\displaystyle 2^{3}\times 3^{2}\times 7\times 17}。
- 过剩数，真因數和為19512，盈度為10944
- 十进制的奢侈數。

8570
- 合数，正因數有1、2、5、10、857、1714、4285和8570。
質因數分解，{\displaystyle 2\times 5\times 857}。
- 亏数，真因數和為6874，虧度為1696
- 不尋常數，大於平方根的質因數為857。
- 无平方数因数的数。
  - 楔形数。
- 十进制的奢侈數。

8579
- 合数，正因數有1、23、373和8579。
質因數分解，{\displaystyle 23\times 373}。
- 亏数，真因數和為397，虧度為8182
- 不尋常數，大於平方根的質因數為373。
- 半素数。
- 无平方数因数的数。
- 十进制的奢侈數。

8580
- 合数，正因數有1、2、3、4、5、6、10、11、12、13、15、20、22、26、30、33、39、44、52、55、60、65、66、78、110、130、132、143、156、165、195、220、260、286、330、390、429、572、660、715、780、858、1430、1716、2145、2860、4290和8580。
質因數分解，{\displaystyle 2^{2}\times 3\times 5\times 11\times 13}。
- 过剩数，真因數和為19644，盈度為11064
- 十进制的奢侈數。

8584
- 合数，正因數有1、2、4、8、29、37、58、74、116、148、232、296、1073、2146、4292和8584。
質因數分解，{\displaystyle 2^{3}\times 29\times 37}。
- 亏数，真因數和為8516，虧度為68
- 十进制的奢侈數。

8596
- 合数，正因數有1、2、4、7、14、28、307、614、1228、2149、4298和8596。
質因數分解，{\displaystyle 2^{2}\times 7\times 307}。
- 过剩数，真因數和為8652，盈度為56
- 不尋常數，大於平方根的質因數為307。
- 佩服數，佩服因數為28。
- 十进制的奢侈數。

8600
- 合数，正因數有1、2、4、5、8、10、20、25、40、43、50、86、100、172、200、215、344、430、860、1075、1720、2150、4300和8600。
質因數分解，{\displaystyle 2^{3}\times 5^{2}\times 43}。
- 过剩数，真因數和為11860，盈度為3260
- 十进制的奢侈數。

8601
- 合数，正因數有1、3、47、61、141、183、2867和8601。
質因數分解，{\displaystyle 3\times 47\times 61}。
- 亏数，真因數和為3303，虧度為5298
- 无平方数因数的数。
  - 楔形数。
- 十进制的奢侈數。

8620
- 合数，正因數有1、2、4、5、10、20、431、862、1724、2155、4310和8620。
質因數分解，{\displaystyle 2^{2}\times 5\times 431}。
- 过剩数，真因數和為9524，盈度為904
- 不尋常數，大於平方根的質因數為431。
- 十进制的奢侈數。

8623
- 質數。

8626
- 合数，正因數有1、2、19、38、227、454、4313和8626。
質因數分解，{\displaystyle 2\times 19\times 227}。
- 亏数，真因數和為5054，虧度為3572
- 不尋常數，大於平方根的質因數為227。
- 无平方数因数的数。
  - 楔形数。
- 十进制的奢侈數。

8628
- 合数，正因數有1、2、3、4、6、12、719、1438、2157、2876、4314和8628。
質因數分解，{\displaystyle 2^{2}\times 3\times 719}。
- 过剩数，真因數和為11532，盈度為2904
- 不尋常數，大於平方根的質因數為719。
- 十进制的奢侈數。

8632
- 合数，正因數有1、2、4、8、13、26、52、83、104、166、332、664、1079、2158、4316和8632。
質因數分解，{\displaystyle 2^{3}\times 13\times 83}。
- 过剩数，真因數和為9008，盈度為376
- 十进制的奢侈數。

8634
- 合数，正因數有1、2、3、6、1439、2878、4317和8634。
質因數分解，{\displaystyle 2\times 3\times 1439}。
- 过剩数，真因數和為8646，盈度為12
- 不尋常數，大於平方根的質因數為1439。
- 佩服數，佩服因數為6。
- 无平方数因数的数。
  - 楔形数。
- 十进制的奢侈數。

8641
- 質數。

8647
- 第1077個質數。

8652
- 合数，正因數有1、2、3、4、6、7、12、14、21、28、42、84、103、206、309、412、618、721、1236、1442、2163、2884、4326和8652。
質因數分解，{\displaystyle 2^{2}\times 3\times 7\times 103}。
- 过剩数，真因數和為14644，盈度為5992
- 不尋常數，大於平方根的質因數為103。
- 十进制的奢侈數。

8656
- 合数，正因數有1、2、4、8、16、541、1082、2164、4328和8656。
質因數分解，{\displaystyle 2^{4}\times 541}。
- 亏数，真因數和為8146，虧度為510
- 不尋常數，大於平方根的質因數為541。
- 十进制的奢侈數。

8674
- 合数，正因數有1、2、4337和8674。
質因數分解，{\displaystyle 2\times 4337}。
- 亏数，真因數和為4340，虧度為4334
- 不尋常數，大於平方根的質因數為4337。
- 半素数。
- 无平方数因数的数。
- 十进制的奢侈數。

8677
- 質數。

8680
- 合数，正因數有1、2、4、5、7、8、10、14、20、28、31、35、40、56、62、70、124、140、155、217、248、280、310、434、620、868、1085、1240、1736、2170、4340和8680。
質因數分解，{\displaystyle 2^{3}\times 5\times 7\times 31}。
- 过剩数，真因數和為14360，盈度為5680
- 十进制的奢侈數。

8689
- 質數。

8693
- 第1083個質數。

8699
- 第1084個質數。

8701
- 合数，正因數有1、7、11、77、113、791、1243和8701。
質因數分解，{\displaystyle 7\times 11\times 113}。
- 亏数，真因數和為2243，虧度為6458
- 不尋常數，大於平方根的質因數為113。
- 无平方数因数的数。
  - 楔形数。
- 十进制的奢侈數。

8702
- 合数，正因數有1、2、19、38、229、458、4351和8702。
質因數分解，{\displaystyle 2\times 19\times 229}。
- 亏数，真因數和為5098，虧度為3604
- 不尋常數，大於平方根的質因數為229。
- 无平方数因数的数。
  - 楔形数。
- 十进制的奢侈數。

8704
- 合数，正因數有1、2、4、8、16、17、32、34、64、68、128、136、256、272、512、544、1088、2176、4352和8704。
質因數分解，{\displaystyle 2^{9}\times 17}。
- 过剩数，真因數和為9710，盈度為1006
- 十进制的等數位數。

8721
- 合数，正因數有1、3、9、17、19、27、51、57、153、171、323、459、513、969、2907和8721。
質因數分解，{\displaystyle 3^{3}\times 17\times 19}。
- 亏数，真因數和為5679，虧度為3042
- 十进制的奢侈數。

8728
- 合数，正因數有1、2、4、8、1091、2182、4364和8728。
質因數分解，{\displaystyle 2^{3}\times 1091}。
- 亏数，真因數和為7652，虧度為1076
- 不尋常數，大於平方根的質因數為1091。
- 十进制的奢侈數。

8729
- 合数，正因數有1、7、29、43、203、301、1247和8729。
質因數分解，{\displaystyle 7\times 29\times 43}。
- 亏数，真因數和為1831，虧度為6898
- 无平方数因数的数。
  - 楔形数。
- 十进制的奢侈數。

8731
- 質數。

8736
- 合数，正因數有1、2、3、4、6、7、8、12、13、14、16、21、24、26、28、32、39、42、48、52、56、78、84、91、96、104、112、156、168、182、208、224、273、312、336、364、416、546、624、672、728、1092、1248、1456、2184、2912、4368和8736。
質因數分解，{\displaystyle 2^{5}\times 3\times 7\times 13}。
- 过剩数，真因數和為19488，盈度為10752
- 十进制的奢侈數。

8741
- 質數。

8744
- 合数，正因數有1、2、4、8、1093、2186、4372和8744。
質因數分解，{\displaystyle 2^{3}\times 1093}。
- 亏数，真因數和為7666，虧度為1078
- 不尋常數，大於平方根的質因數為1093。
- 十进制的奢侈數。

8747
- 第1091個質數。

8753
- 第1092個質數。

8756
- 合数，正因數有1、2、4、11、22、44、199、398、796、2189、4378和8756。
質因數分解，{\displaystyle 2^{2}\times 11\times 199}。
- 亏数，真因數和為8044，虧度為712
- 不尋常數，大於平方根的質因數為199。
- 十进制的奢侈數。

8770
- 合数，正因數有1、2、5、10、877、1754、4385和8770。
質因數分解，{\displaystyle 2\times 5\times 877}。
- 亏数，真因數和為7034，虧度為1736
- 不尋常數，大於平方根的質因數為877。
- 无平方数因数的数。
  - 楔形数。
- 十进制的奢侈數。

8774
- 合数，正因數有1、2、41、82、107、214、4387和8774。
質因數分解，{\displaystyle 2\times 41\times 107}。
- 亏数，真因數和為4834，虧度為3940
- 不尋常數，大於平方根的質因數為107。
- 无平方数因数的数。
  - 楔形数。
- 十进制的奢侈數。

8775
- 合数，正因數有1、3、5、9、13、15、25、27、39、45、65、75、117、135、195、225、325、351、585、675、975、1755、2925和8775。
質因數分解，{\displaystyle 3^{3}\times 5^{2}\times 13}。
- 亏数，真因數和為8585，虧度為190
- 十进制的奢侈數。

8776
- 合数，正因數有1、2、4、8、1097、2194、4388和8776。
質因數分解，{\displaystyle 2^{3}\times 1097}。
- 亏数，真因數和為7694，虧度為1082
- 不尋常數，大於平方根的質因數為1097。
- 十进制的奢侈數。

8777
- 合数，正因數有1、67、131和8777。
質因數分解，{\displaystyle 67\times 131}。
- 亏数，真因數和為199，虧度為8578
- 不尋常數，大於平方根的質因數為131。
- 半素数。
- 无平方数因数的数。
- 十进制的奢侈數。

8779
- 質數。

8780
- 合数，正因數有1、2、4、5、10、20、439、878、1756、2195、4390和8780。
質因數分解，{\displaystyle 2^{2}\times 5\times 439}。
- 过剩数，真因數和為9700，盈度為920
- 不尋常數，大於平方根的質因數為439。
- 十进制的奢侈數。

8783
- 第1095個質數。

8784
- 合数，正因數有1、2、3、4、6、8、9、12、16、18、24、36、48、61、72、122、144、183、244、366、488、549、732、976、1098、1464、2196、2928、4392和8784。
質因數分解，{\displaystyle 2^{4}\times 3^{2}\times 61}。
- 过剩数，真因數和為16202，盈度為7418
- 十进制的奢侈數。

8791
- 合数，正因數有1、59、149和8791。
質因數分解，{\displaystyle 59\times 149}。
- 亏数，真因數和為209，虧度為8582
- 不尋常數，大於平方根的質因數為149。
- 半素数。
- 无平方数因数的数。
- 十进制的奢侈數。

8803
- 第1096個質數。

8806
- 合数，正因數有1、2、7、14、17、34、37、74、119、238、259、518、629、1258、4403和8806。
質因數分解，{\displaystyle 2\times 7\times 17\times 37}。
- 亏数，真因數和為7610，虧度為1196
- 无平方数因数的数。
- 十进制的奢侈數。

8809
- 合数，正因數有1、23、383和8809。
質因數分解，{\displaystyle 23\times 383}。
- 亏数，真因數和為407，虧度為8402
- 不尋常數，大於平方根的質因數為383。
- 半素数。
- 无平方数因数的数。
- 十进制的奢侈數。

8819
- 質數。
  - 孪生素数，為（8819、 8821）

8821
- 第1099個質數。
  - 孪生素数，為（8819、 8821）

8833
- 合数，正因數有1、11、73、121、803和8833。
質因數分解，{\displaystyle 11^{2}\times 73}。
- 亏数，真因數和為1009，虧度為7824
- 十进制的奢侈數。

8835
- 合数，正因數有1、3、5、15、19、31、57、93、95、155、285、465、589、1767、2945和8835。
質因數分解，{\displaystyle 3\times 5\times 19\times 31}。
- 亏数，真因數和為6525，虧度為2310
- 无平方数因数的数。
- 十进制的奢侈數。

8836
- 合数，正因數有1、2、4、47、94、188、2209、4418和8836。
質因數分解，{\displaystyle 2^{2}\times 47^{2}}。
- 亏数，真因數和為6963，虧度為1873
- 平方数，為94的平方。
- 十进制的奢侈數。

8843
- 合数，正因數有1、37、239和8843。
質因數分解，{\displaystyle 37\times 239}。
- 亏数，真因數和為277，虧度為8566
- 不尋常數，大於平方根的質因數為239。
- 半素数。
- 无平方数因数的数。
- 十进制的奢侈數。

8844
- 合数，正因數有1、2、3、4、6、11、12、22、33、44、66、67、132、134、201、268、402、737、804、1474、2211、2948、4422和8844。
質因數分解，{\displaystyle 2^{2}\times 3\times 11\times 67}。
- 过剩数，真因數和為14004，盈度為5160
- 十进制的奢侈數。

8850
- 合数，正因數有1、2、3、5、6、10、15、25、30、50、59、75、118、150、177、295、354、590、885、1475、1770、2950、4425和8850。
質因數分解，{\displaystyle 2\times 3\times 5^{2}\times 59}。
- 过剩数，真因數和為13470，盈度為4620
- 十进制的奢侈數。

8862
- 合数，正因數有1、2、3、6、7、14、21、42、211、422、633、1266、1477、2954、4431和8862。
質因數分解，{\displaystyle 2\times 3\times 7\times 211}。
- 过剩数，真因數和為11490，盈度為2628
- 不尋常數，大於平方根的質因數為211。
- 无平方数因数的数。
- 十进制的奢侈數。

8863
- 質數。
  - 孪生素数，為（8861、 8863）

8870
- 合数，正因數有1、2、5、10、887、1774、4435和8870。
質因數分解，{\displaystyle 2\times 5\times 887}。
- 亏数，真因數和為7114，虧度為1756
- 不尋常數，大於平方根的質因數為887。
- 无平方数因数的数。
  - 楔形数。
- 十进制的奢侈數。

8871
- 合数，正因數有1、3、2957和8871。
質因數分解，{\displaystyle 3\times 2957}。
- 亏数，真因數和為2961，虧度為5910
- 不尋常數，大於平方根的質因數為2957。
- 半素数。
- 无平方数因数的数。
- 十进制的奢侈數。

8872
- 合数，正因數有1、2、4、8、1109、2218、4436和8872。
質因數分解，{\displaystyle 2^{3}\times 1109}。
- 亏数，真因數和為7778，虧度為1094
- 不尋常數，大於平方根的質因數為1109。
- 十进制的奢侈數。

8879
- 合数，正因數有1、13、683和8879。
質因數分解，{\displaystyle 13\times 683}。
- 亏数，真因數和為697，虧度為8182
- 不尋常數，大於平方根的質因數為683。
- 半素数。
- 无平方数因数的数。
- 十进制的奢侈數。

8897
- 合数，正因數有1、7、31、41、217、287、1271和8897。
質因數分解，{\displaystyle 7\times 31\times 41}。
- 亏数，真因數和為1855，虧度為7042
- 无平方数因数的数。
  - 楔形数。
- 十进制的奢侈數。

8902
- 合数，正因數有1、2、4451和8902。
質因數分解，{\displaystyle 2\times 4451}。
- 亏数，真因數和為4454，虧度為4448
- 不尋常數，大於平方根的質因數為4451。
- 半素数。
- 无平方数因数的数。
- 十进制的奢侈數。

8903
- 合数，正因數有1、29、307和8903。
質因數分解，{\displaystyle 29\times 307}。
- 亏数，真因數和為337，虧度為8566
- 不尋常數，大於平方根的質因數為307。
- 半素数。
- 无平方数因数的数。
- 十进制的奢侈數。

8914
- 合数，正因數有1、2、4457和8914。
質因數分解，{\displaystyle 2\times 4457}。
- 亏数，真因數和為4460，虧度為4454
- 不尋常數，大於平方根的質因數為4457。
- 半素数。
- 无平方数因数的数。
- 十进制的奢侈數。

8916
- 合数，正因數有1、2、3、4、6、12、743、1486、2229、2972、4458和8916。
質因數分解，{\displaystyle 2^{2}\times 3\times 743}。
- 过剩数，真因數和為11916，盈度為3000
- 不尋常數，大於平方根的質因數為743。
- 十进制的奢侈數。

8921
- 合数，正因數有1、11、811和8921。
質因數分解，{\displaystyle 11\times 811}。
- 亏数，真因數和為823，虧度為8098
- 不尋常數，大於平方根的質因數為811。
- 半素数。
- 无平方数因数的数。
- 十进制的奢侈數。

8924
- 合数，正因數有1、2、4、23、46、92、97、194、388、2231、4462和8924。
質因數分解，{\displaystyle 2^{2}\times 23\times 97}。
- 亏数，真因數和為7540，虧度為1384
- 不尋常數，大於平方根的質因數為97。
- 十进制的奢侈數。

8925
- 合数，正因數有1、3、5、7、15、17、21、25、35、51、75、85、105、119、175、255、357、425、525、595、1275、1785、2975和8925。
質因數分解，{\displaystyle 3\times 5^{2}\times 7\times 17}。
- 过剩数，真因數和為8931，盈度為6
- 佩服數，佩服因數為3。
- 十进制的奢侈數。

8926
- 合数，正因數有1、2、4463和8926。
質因數分解，{\displaystyle 2\times 4463}。
- 亏数，真因數和為4466，虧度為4460
- 不尋常數，大於平方根的質因數為4463。
- 半素数。
- 无平方数因数的数。
- 十进制的奢侈數。

8939
- 合数，正因數有1、7、1277和8939。
質因數分解，{\displaystyle 7\times 1277}。
- 亏数，真因數和為1285，虧度為7654
- 不尋常數，大於平方根的質因數為1277。
- 半素数。
- 无平方数因数的数。
- 十进制的奢侈數。

8944
- 合数，正因數有1、2、4、8、13、16、26、43、52、86、104、172、208、344、559、688、1118、2236、4472和8944。
質因數分解，{\displaystyle 2^{4}\times 13\times 43}。
- 过剩数，真因數和為10152，盈度為1208
- 十进制的奢侈數。

8947
- 合数，正因數有1、23、389和8947。
質因數分解，{\displaystyle 23\times 389}。
- 亏数，真因數和為413，虧度為8534
- 不尋常數，大於平方根的質因數為389。
- 半素数。
- 无平方数因数的数。
- 十进制的奢侈數。

8963
- 質數。

8965
- 合数，正因數有1、5、11、55、163、815、1793和8965。
質因數分解，{\displaystyle 5\times 11\times 163}。
- 亏数，真因數和為2843，虧度為6122
- 不尋常數，大於平方根的質因數為163。
- 无平方数因数的数。
  - 楔形数。
- 十进制的奢侈數。

8969
- 第1115個質數。
  - 孪生素数，為（8969、 8971）

8970
- 合数，正因數有1、2、3、5、6、10、13、15、23、26、30、39、46、65、69、78、115、130、138、195、230、299、345、390、598、690、897、1495、1794、2990、4485和8970。
質因數分解，{\displaystyle 2\times 3\times 5\times 13\times 23}。
- 过剩数，真因數和為15222，盈度為6252
- 无平方数因数的数。
- 十进制的奢侈數。

8976
- 合数，正因數有1、2、3、4、6、8、11、12、16、17、22、24、33、34、44、48、51、66、68、88、102、132、136、176、187、204、264、272、374、408、528、561、748、816、1122、1496、2244、2992、4488和8976。
質因數分解，{\displaystyle 2^{4}\times 3\times 11\times 17}。
- 过剩数，真因數和為17808，盈度為8832
- 十进制的奢侈數。

8997
- 合数，正因數有1、3、2999和8997。
質因數分解，{\displaystyle 3\times 2999}。
- 亏数，真因數和為3003，虧度為5994
- 不尋常數，大於平方根的質因數為2999。
- 半素数。
- 无平方数因数的数。
- 十进制的奢侈數。

8999
- 質數。
  - 孪生素数，為（8999、 9001）